# Ekumenická porota Mezinárodního filmového festivalu Karlovy Vary
Ekumenická porota Mezinárodního filmového festivalu Karlovy Vary od roku 1994 oceňuje na tomto filmovém festivalu film, jehož vysoká umělecká úroveň se snoubí s kladením podstatných otázek týkajících se života člověka v současném světě. Její činnost organizují asociace SIGNIS (katolická) a Interfilm (evangelická). Téměř každoročně je členem šestičlenné poroty Jan Eliáš, opakovaně jím byl i Miloš Rejchrt a Michael Otřísal.[zdroj⁠?!]
V roce 2012 byli členy poroty: Daria Pezzoli-Olgiati (Švýcarsko) – profesorka religionistiky na univerzitě v Curychu, Barbara Lorey de Lacharrière (Francie) – novinářka a filmová kritička, Heinz Kersten (Německo) – filmový a divadelní kritik, Michael Otřísal (Česko) – dramaturg náboženských pořadů, Česká televize, Rafal Wieczyński (Polsko) – filmový režisér a producent a Lukáš Jirsa (Česko) – filmový kritik, nezisková televize Noe.

## Udělené ceny ekumenické poroty
| Rok  | Film                      | Režie                 | Země                                                   |
| ---- | ------------------------- | --------------------- | ------------------------------------------------------ |
| 2015 | Bob a stromy              | Diego Ongaro          | USA                                                    |
| 2014 | Kukuřičný ostrov          | George Ovashvili      | Gruzie / Německo                                       |
| 2013 | Ptáče                     | Lance Edmands         | Kanada / Švédsko                                       |
| 2012 | Kamion                    | Rafaël Ouellet        | Kanada                                                 |
| 2011 | Neviditelná               | Christian Schwochow   | Německo                                                |
| 2010 | Jiné nebe                 | Dmitrij Mamulija      | Rusko                                                  |
| 2009 | Dvacet                    | Abdolreza Kahani      | Írán                                                   |
| 2008 | Fotograf                  | Nan Triveni Achnasová | Indonésie / Francie / Nizozemsko / Švýcarsko / Švédsko |
| 2007 | Prosté věci               | Alexej Popogrebskij   | Rusko                                                  |
| 2006 | Osud                      | Miguel Pereira        | Argentina / Španělsko                                  |
| 2005 | Číňan                     | Henrik Ruben Genz     | Dánsko / Čína                                          |
| 2004 | Jeskynní lidé             | Lisa Cholodenková     | USA                                                    |
| 2003 | Babka                     | Lidija Bobrovová      | Rusko                                                  |
| 2002 | Ticho                     | Michał Rosa           | Polsko                                                 |
| 2001 | Chico                     | Ibolya Fekete         | Maďarsko / Německo / Chorvatsko / Chile                |
| 2000 | Velké zvíře               | Jerzy Stuhr           | Polsko                                                 |
| 1999 | Rozumný člověk            | Gavin Hood            | Jižní Afrika                                           |
| 1998 | Comedian Harmonists       | Joseph Vilsmaier      | Německo / Rakousko                                     |
| 1997 | Zapomenuté světlo         | Vladimír Michálek     | Česko                                                  |
| 1996 | Kavkazský zajatec         | Sergej Bodrov         | Rusko / Kazachstán                                     |
| 1995 | Mladí muži poznávají svět | Radim Špaček          | Česko                                                  |
| 1994 | Dlaně                     | Artur Aristakisjan    | Rusko                                                  |

## Udělená zvláštní uznání
| Rok  | Film                        | Režie                                | Země                                 |
| ---- | --------------------------- | ------------------------------------ | ------------------------------------ |
| 2015 | Píseň písní                 | Eva Neymann                          | Ukrajina                             |
| 2014 | Šutry v kapsách             | Signe Baumane                        | USA / Lotyšsko                       |
| 2012 | Na slaměné cestě            | Rodrigo Areias                       | Portugalsko / Finsko                 |
| 2011 | Romeo 11                    | Ivan Grbović                         | Kanada                               |
| 2010 | Hitler v Hollywoodu         | Frédéric Sojcher                     | Francie                              |
| 2007 | Rozhovory s mým zahradníkem | Jean Becker                          | Francie                              |
| 2006 | Sbohem, živote              | Ensieh Shah-Hosseini                 | Írán                                 |
| 2005 |                             |                                      |                                      |
| 2004 |                             |                                      |                                      |
| 2003 |                             |                                      |                                      |
| 2002 | Rodinné pouto               | Jinsei Tsuji                         | Japonsko                             |
| 2001 | Přízračný svět              | Terry Zwigoff                        | USA / Spojené království             |
| 2000 | Dům vzpomínek               | Aparna Senová                        | Indie                                |
| 2000 | Cesta dlouhou nocí do dne   | Frances Reidová, Deborah Hoffmannová | USA                                  |
| 1999 | Janini přátelé              | Arik Kaplun                          | Izrael                               |
| 1999 | Skvělí lidé                 | Jasmin Dizdar                        | Spojené království                   |
| 1998 | Je třeba zabít Sekala       | Vladimír Michálek                    | Česko / Francie / Polsko / Slovensko |
| 1997 | Jugofilm                    | Goran Rebić                          | Rakousko                             |
| 1996 |                             |                                      |                                      |
| 1995 |                             |                                      |                                      |
| 1994 |                             |                                      |                                      |